# Dikation
Dikation je kation odvozený od neutrálního atomu nebo molekuly odtržením dvou elektronů, obecný vzorec je X2+.
Dvouatomové dikationty odvozené od stálých neutrálních částic, například H 2+
2 , vzniklý odštěpením dvou elektronů z H2, se často rychle rozpadají na dva ionty s jednoduchým nábojem (zde H+), protože tím ztrácejí elektrony ve vazebných molekulových orbitalech. Energie dvouatomových dikationtů lze zkoumat měřením tvorby párů elektronů s nulovou kinetickou energií fotoionizacemi molekul jako funkcí fotoionizačních vlnových délek.
Kation He 2+
2  je kineticky stabilní.
Příkladem stálého dvouatomového dikationtu nevytvořeného oxidací neutrální dvouatomové molekuly je dirtuťný kation, Hg 2+
2 .Víceatomovým dikationtem je například S 2+
8 , vzniklý oxidací S8 a náchylný k další oxidaci na SO2.
Řadu organických dikationtů je možné detekovat hmotnostní spektrometrií, jsou to například CH 2+
4  (komplex CH 2+
2 ·H2) a acetylenový dikation C2H 2+
2 .
Také je znám adamantylový dikation.

## Dvouvazné kovy
Některé kovy se ve svých solích nebo vodných roztocích často vyskytují jako dikationt. Tuto vlastnost mají kovy alkalických zemin (Be2+, Mg2+, Ca2+, Sr2+, Ba2+, Ra2+); pozdní přechodné kovy (V2+, Cr2+, Mn2+, Fe2+, Co2+, Ni2+, Cu2+); prvky 12  skupiny (Zn2+, Cd2+, Hg2+) a těžší prvky 14. skupiny (Sn2+, Pb2+).